# Ані Батікян
Ані Батікян (22 листопада 1982, Єреван) — скрипалька вірменського походження, лауреатка численних міжнародних конкурсів; працювала викладачкою Шотландської Королівської музичної академії (2007 — 2012).

## Освіта
Батікян почала навчання в Єреванській державній консерваторії в 1998 році, коли їй було всього 15 років, і отримала диплом бакалавра в 2002 році, здобула диплом післядипломної освіти з відзнакою в 2003 році.
Пізніше завдяки підтримці Раффі Манукяна вона отримала повну стипендію для навчання в Королівській академії музики в Лондоні, де отримала головний приз за гру на скрипці. У 2006 році міжнародна повна стипендія дозволила їй продовжити навчання в Королівській шотландській академії музики та драми під керівництвом професора Пітера Ліссауера.
Подальше навчання привело її до Кремони в Італії, де вона була ученицею Сальваторе Аккардо. Іншими її вчителями були Хенрік Смбатян, Пітер Ліссауер та Ху Кун. Вона також отримала настанови від Томаса Брендіса, Тібора Варги, П’єра Амояля, Цві Цейтліна та Сільвії Розенберг.

## Кар'єра
Ані Батікян отримала безліч нагород і премій. Будучи лауреаткою премії Дьюара, вона виступала на п’ятому ювілейному концерті The Dewar Arts Awards, який проходив у парламенті Шотландії. Вона була гостею Шона Рафферті в програмі BBC Radio 3 «In Tune», а також виступала на BBC Radio Scotland і давала сольні концерти в Cadogan Hall у Лондоні, Національній портретній галереї в Лондоні, Единбурзькому Usher Hall, Оксфордському Sheldonian Theatre, Glenn Gould Studios у Торонто, лондонський Сент-Мартін-ін-зе-Філдс, Сент-Джеймс Пікаділлі та Сент-Джонс-Сміт-сквер. Минулого року Батікян виступила як солістка на концерті відкриття фестивалю «Повернення» у Філармонії в Єревані, Вірменія.
Ані Батікян також була викладачкою гри на скрипці в Королівській шотландській академії музики та драми з 2007 по 2012 рік.
Записала компакт-диск під назвою “My Favourite Encores”. Диск містить вірменську та віртуозну скрипкову музику.